# Żurawniki (Lublin)
Żurawniki [pronunciación en polaco: /ʐuravˈniki/] es un pueblo ubicado en el distrito administrativo de Gmina Mełgiew, dentro del Condado de Świdnik, Voivodato de Lublin, en Polonia oriental. Se encuentra aproximadamente a 6 kilómetros al este de Míłgiew, a 11 kilómetros al este de Świdnik, y a 20 kilómetros al este de la capital regional Lublin.